# Scream Bloody Gore
Scream Bloody Gore is het eerste album van de Amerikaanse band Death. Het album is uitgebracht in 1987. Het wordt door velen gezien en geprezen als het eerste èchte deathmetal album aller tijden. Op de drums na werden alle instrumenten ingespeeld door zanger Chuck Schuldiner. Het album is in 2008 opnieuw uitgebracht door Century Media.

## Tracklist
1. Infernal Death - 02:54
2. Zombie Ritual - 04:35
3. Denial of Life - 03:35
4. Sacrificial - 03:41
5. Mutilation - 03:28
6. Regurgitated Guts - 03:47
7. Baptized in Blood - 04:29
8. Torn to Pieces - 03:36
9. Evil Dead - 02:59
10. Scream Bloody Gore - 04:33

## Credits
- Chuck Schuldiner - Gitaar, bas, zang
- Chris Reifert - Drums
- Randy Burns - additional percussion

## Artwork
- Edward J. Repka